# Dél-Szudán nemzetközi elismertsége

A Dél-Szudánt (sárga) elismerő (sötétzöld) államok

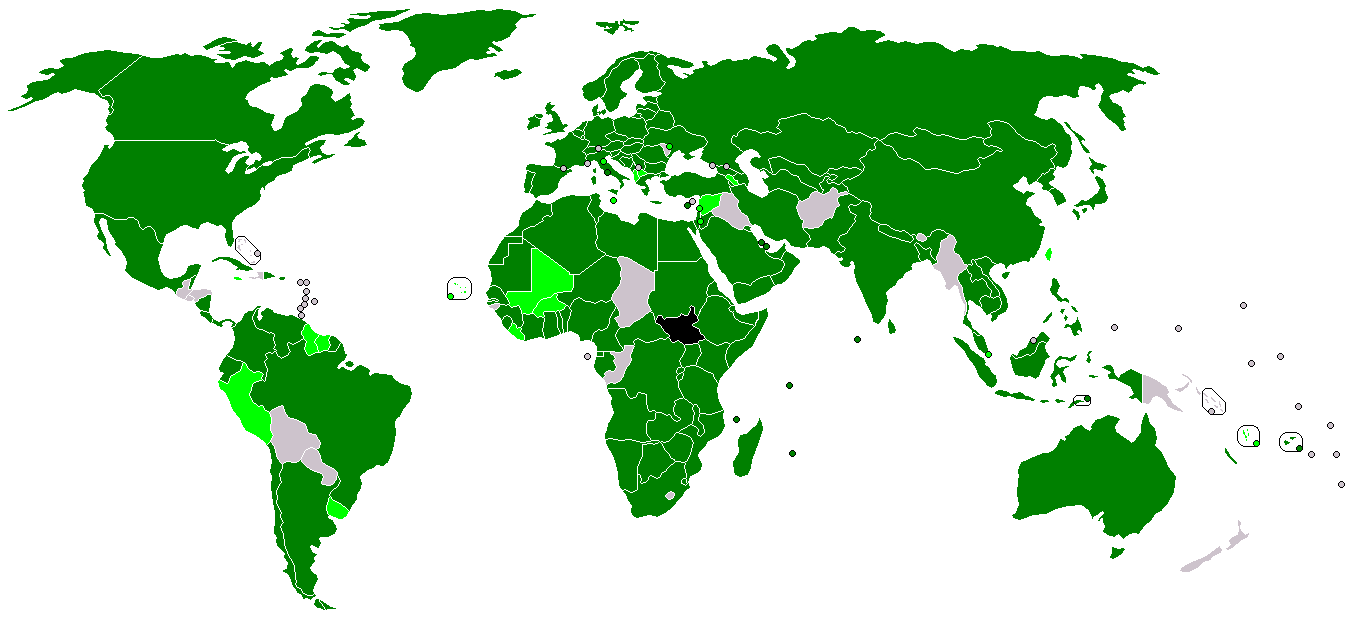
Dél-Szudánt (fekete) elismerő államok
Elismerés és diplomáciai kapcsolat
Csak elismerés

Ez a lista azoknak az államoknak vagy szervezeteknek a felsorolása, amelyek elismerték Dél-Szudán függetlenségét.
Igen sok állam ismerte el Dél-Szudánt függetlenedése után, illetve tervezi elismerését. A legelső ilyen Szudán volt 2011. július 8-án, egy nappal a függetlenség kikiáltása előtt. Egyiptom volt a második olyan ország, amely szándékát fejezte ki az állam elismerését illetően. Másnap több mint ötven ország ismerte el az új államot, köztük az ENSZ BT összes állandó tagja is. 2023 július közepéig 148 ENSZ tagállam és 6 további állam (Tajvan, a Vatikán, a Dnyeszter Menti Köztársaság, Szomáliföld, Nyugat-Szahara és a Palesztin Nemzeti Hatóság) ismerte el az új államalakulatot.

## Dél-Szudánt elismerő államok

### ENSZ-tagállam országok (149)
|      | Állam                           | Elismerés dátuma | Diplomáciai kapcsolatok felvételének dátuma | Diplomáciai kapcsolat állapota Dél-Szudánban                      | Diplomáciai kapcsolat állapota az adott államban                                                       | Megjegyzések |
| ---- | ------------------------------- | ---------------- | ------------------------------------------- | ----------------------------------------------------------------- | --- | --- |
| 1.   | Szudán                          | 2011. 07.09.     | 2011. 07.09.                                | Nagykövetség                                                      | Nagykövetség (Kartúm)                                                                                  | Az első elismerő állam. Az Afrikai Unió tagja. Az OIC tagja. Az Arab Liga tagja.                                                  |
| 2.   | Egyiptom                        | 2011. 07.09.     | 2011. 07.09.                                | Nagykövetség                                                      | Nagykövetség (Kairó)                                                                                   | Az Afrikai Unió tagja. Az OIC tagja. Az Arab Liga tagja.                                                                          |
| 3.   | Németország                     | 2011. 07.09.     | 2011. 07.09.                                | Nagykövetség                                                      | Nagykövetség (Berlin)                                                                                  | A függetlenség kikiáltásakor az ENSZ Biztonsági Tanácsának tagja. Az Európai Unió tagja. A NATO tagja.                            |
| 4.   | Kenya                           | 2011. 07.09.     | 2011. 07.09.                                | Nagykövetség                                                      | Nagykövetség (Nairobi)                                                                                 | Az Afrikai Unió tagja. A Nemzetközösség tagja. A Kelet-afrikai Közösség tagja.                                                    |
| 5.   | Albánia                         | 2011. 07.09.     | ---                                         |                                                                   | | Az OIC tagja. Az Európai Unió tagjelöltje. A NATO tagja.                                                                          |
| 6.   | Algéria                         | 2011. 07.09.     | 2015. 09.09.                                |                                                                   | | Az Afrikai Unió tagja. Az OIC tagja. Az Arab Liga tagja.                                                                          |
| 7.   | Amerikai Egyesült Államok       | 2011. 07.09.     | 2011. 07.09.                                | Nagykövetség                                                      | Nagykövetség (Washington)                                                                              | Az ENSZ Biztonsági Tanácsának állandó tagja. A NATO tagja. Az OAS tagja. A Csendes-óceáni Közösség tagja.                         |
| 8.   | Ausztrália                      | 2011. 07.09.     | 2011. 09.24.                                | Akkreditált nagykövetség (Addisz-Abeba)                           | | A Nemzetközösség tagja. A Csendes-óceáni Fórum tagja. A Csendes-óceáni Közösség tagja.                                            |
| 9.   | Ausztria                        | 2011. 07.09.     | 2011. 09.21.                                | Akkreditált nagykövetség (Addisz-Abeba)                           | | Az Európai Unió tagja. |
| 10.  | Botswana                        | 2011. 07.09.     | 2011. 07.09.                                | Akkreditált nagykövetség (Nairobi)                                | | Az Afrikai Unió tagja. A Nemzetközösség tagja.                                                                                    |
| 11.  | Brazília                        | 2011. 07.09.     | 2011. 07.09.                                | Akkreditált nagykövetség (Addisz-Abeba)                           | | A függetlenség kikiáltásakor az ENSZ Biztonsági Tanácsának tagja. Az Arab Liga megfigyelő státuszú tagja. Az OAS tagja.           |
| 12.  | Chile                           | 2011. 07.09.     | Diplomáciai kapcsolat                       | Akkreditált nagykövetség (Addisz-Abeba)                           | | Az OAS tagja. |
| 13.  | Dánia                           | 2011. 07.09.     | 2012. 05.04.                                | Akkreditált nagykövetség (Addisz-Abeba)                           | | Az Európai Unió tagja. A NATO tagja.                                                                                              |
| 14.  | Dél-afrikai Köztársaság         | 2011. 07.09.     | 2011. 09.22.                                | Nagykövetség                                                      | Nagykövetség (Pretoria)                                                                                | A függetlenség kikiáltásakor az ENSZ Biztonsági Tanácsának tagja. Az Afrikai Unió tagja. A Nemzetközösség tagja.                  |
| 15.  | Dél-Korea                       | 2011. 07.09.     | 2011. 07.09.                                | Akkreditált nagykövetség Kampala                                  | | |
| 16.  | Egyenlítői-Guinea               | 2011. 07.09.     | 2015. 10.08.                                |                                                                   | | Az Afrikai Unió tagja. |
| 17.  | Egyesült Királyság              | 2011. 07.09.     | 2011. 07.09.                                | Nagykövetség                                                      | Nagykövetség (London)                                                                                  | Az ENSZ Biztonsági Tanácsának állandó tagja. A NATO tagja. A Nemzetközösség tagja. A Csendes-óceáni Közösség tagja.               |
| 18.  | Etiópia                         | 2011. 07.09.     | 2012. 02.27.                                | Nagykövetség                                                      | Nagykövetség (Addisz-Abeba)                                                                            | Az Afrikai Unió tagja. |
| 19.  | Franciaország                   | 2011. 07.09.     | 2011. 07.09.                                | Nagykövetség                                                      | Nagykövetség (Párizs)                                                                                  | Az ENSZ Biztonsági Tanácsának állandó tagja. Az Európai Unió tagja. A NATO tagja. A Csendes-óceáni Közösség tagja.                |
| 20.  | Ghána                           | 2011. 07.09.     | 2014. 09.15.                                | Akkreditált nagykövetség (Addisz-Abeba)                           | | Az Afrikai Unió tagja. A Nemzetközösség tagja.                                                                                    |
| 21.  | Görögország                     | 2011. 07.09.     | 2012. 09.28.                                | Akkreditált nagykövetség (Addisz-Abeba)                           | | Az Európai Unió tagja. A NATO tagja.                                                                                              |
| 22.  | Hollandia                       | 2011. 07.09.     | 2011. 09.09.                                | Nagykövetség                                                      | | Az Európai Unió tagja. A NATO tagja.                                                                                              |
| 23.  | India                           | 2011. 07.09.     | 2012. 03.13.                                | Nagykövetség                                                      | Nagykövetség (Delhi)                                                                                   | A függetlenség kikiáltásakor az ENSZ Biztonsági Tanácsának tagja. A Nemzetközösség tagja. Az Arab Liga megfigyelő státuszú tagja. |
| 24.  | Írország                        | 2011. 07.09.     | 2012. 05.04.                                | Akkreditált nagykövetség (Addisz-Abeba)                           | | Az Európai Unió tagja. |
| 25.  | Japán                           | 2011. 07.09.     | 2011. 07.09.                                | Nagykövetség                                                      | | |
| 26.  | Jordánia                        | 2011. 07.09.     | 2015. 03.01.                                | Akkreditált nagykövetség (Addisz-Abeba)                           | | Az OIC tagja. Az Arab Liga tagja.                                                                                                 |
| 27.  | Kambodzsa                       | 2011. 07.09.     | 2011. 07.22.                                |                                                                   | | Az ASEAN tagja. |
| 28.  | Kanada                          | 2011. 07.09.     | 2011. 12.22.                                | Nagykövetség                                                      | Érdekképviseleti iroda (Ottawa)                                                                        | A Nemzetközösség tagja. Az OAS tagja. A NATO tagja.                                                                               |
| 29.  | Katar                           | 2011. 07.09.     | 2020. 09.11.                                | Akkreditált nagykövetség (Kartúm)                                 | | Az OIC tagja. Az Arab Liga tagja.                                                                                                 |
| 30.  | Kína                            | 2011. 07.09.     | 2011. 07.09.                                | Nagykövetség                                                      | Nagykövetség (Peking)                                                                                  | Az ENSZ Biztonsági Tanácsának állandó tagja.                                                                                      |
| 31.  | Közép-afrikai Köztársaság       | 2011. 07.09.     | 2012. 11.21.                                |                                                                   | | Az Afrikai Unió tagja. Az OIC megfigyelő státuszú tagja.                                                                          |
| 32.  | Kuba                            | 2011. 07.09.     | 2011. 07.10.                                | Akkreditált nagykövetség (Addisz-Abeba)                           | | Az OAS tagja. |
| 33.  | Lengyelország                   | 2011. 07.09.     | 2013. 01.31.                                | Akkreditált nagykövetség (Addisz-Abeba)                           | | Az Európai Unió tagja. A NATO tagja.                                                                                              |
| 34.  | Lettország                      | 2011. 07.09.     | 2015. 01.24.                                |                                                                   | | Az Európai Unió tagja. A NATO tagja.                                                                                              |
| 35.  | Líbia                           | 2011. 07.09.     | 2011. 10.23.                                | Érdekképviseleti iroda és akkreditált nagykövetség (Kartúm)       | | Az Afrikai Unió tagja. Az OIC tagja. Az Arab Liga tagja.                                                                          |
| 36.  | Luxemburg                       | 2011. 07.09.     | 2011. 12.14.                                |                                                                   | | Az Európai Unió tagja. A NATO tagja.                                                                                              |
| 37.  | Maldív-szigetek                 | 2011. 07.09.     | 2023. 05.04-                                | Akkreditált nagykövetség (Rijád)                                  | | Az OIC tagja. A Nemzetközösség tagja.                                                                                             |
| 38.  | Mali                            | 2011. 07.09.     | ---                                         |                                                                   | | Az Afrikai Unió tagja. Az OIC tagja.                                                                                              |
| 39.  | Málta                           | 2011. 07.09.     | ---                                         |                                                                   | | A Nemzetközösség tagja. Az Európai Unió tagja.                                                                                    |
| 40.  | Mozambik                        | 2011. 07.09.     | 2011. 07.15.                                |                                                                   | | Az Afrikai Unió tagja. A Nemzetközösség tagja. Az OIC tagja.                                                                      |
| 41.  | Nigéria                         | 2011. 07.09.     | 2012. 10.17.                                | Nagykövetség                                                      | Nagykövetség (Abuja)                                                                                   | A függetlenség kikiáltásakor az ENSZ Biztonsági Tanácsának tagja. Az Afrikai Unió tagja. A Nemzetközösség tagja. Az OIC tagja.    |
| 42.  | Norvégia                        | 2011. 07.09.     | 2011. 07.09.                                | Nagykövetség                                                      | Nagykövetség (Oslo)                                                                                    | A NATO tagja. |
| 43.  | Olaszország                     | 2011. 07.09.     | 2012. 05.23.                                | Akkreditált nagykövetség (Addisz-Abeba)                           | | Az Európai Unió tagja. A NATO tagja.                                                                                              |
| 44.  | Omán                            | 2011. 07.09.     | 2013. 07.11.                                | Akkreditált nagykövetség (Addisz-Abeba)                           | | Az OIC tagja. Az Arab Liga tagja.                                                                                                 |
| 45.  | Oroszország                     | 2011. 07.09.     | 2011. 08.22.                                | Akkreditált nagykövetség Kampala Nagykövetség nyitását tervezik   | Nagykövetség (Moszkva)                                                                                 | Az ENSZ Biztonsági Tanácsának állandó tagja. Az OIC megfigyelő státuszú tagja.                                                    |
| 46.  | Örményország                    | 2011. 07.09.     | ---                                         |                                                                   | | |
| 47.  | Portugália                      | 2011. 07.09.     | 2013. 04.23.                                | Akkreditált nagykövetség (Addisz-Abeba)                           | | A függetlenség kikiáltásakor az ENSZ Biztonsági Tanácsának tagja. Az Európai Unió tagja. A NATO tagja.                            |
| 48.  | Románia                         | 2011. 07.09.     | 2013. 04.17.                                | Akkreditált nagykövetség (Kartúm)                                 | | Az Európai Unió tagja. A NATO tagja.                                                                                              |
| 49.  | Ruanda                          | 2011. 07.09.     | 2013. 10.21.                                | Akkreditált nagykövetség (Kampala)                                | | Az Afrikai Unió tagja. A Nemzetközösség tagja. A Kelet-afrikai Közösség tagja.                                                    |
| 50.  | Seychelle-szigetek              | 2011. 07.09.     | 2013. 07.24.                                |                                                                   | | Az Afrikai Unió tagja. A Nemzetközösség tagja.                                                                                    |
| 51.  | Spanyolország                   | 2011. 07.09.     | 2011. 09.21.                                | Akkreditált nagykövetség Szudánban (Kartúm)                       | | Az Európai Unió tagja. A NATO tagja.                                                                                              |
| 52.  | Svájc                           | 2011. 07.09.     | 2012. 05.23.                                | Érdekképviseleti iroda és akkreditált nagykövetség (Addisz-Abeba) | | |
| 53.  | Svédország                      | 2011. 07.09.     | 2011. 07.09.                                | Nagykövetségi iroda és akkreditált nagykövetség (Kartúm)          | | Az Európai Unió tagja. A NATO tagjelöltje.                                                                                        |
| 54.  | Szlovákia                       | 2011. 07.09.     | 2011. 12.12.                                | Akkreditált nagykövetség (Nairobi)                                | | Az Európai Unió tagja. A NATO tagja.                                                                                              |
| 55.  | Tanzánia                        | 2011. 07.09.     | 2015. 07.09.                                | Akkreditált nagykövetség (Nairobi)                                | | Az Afrikai Unió tagja. A Nemzetközösség tagja. A Kelet-afrikai Közösség tagja.                                                    |
| 56.  | Togo                            | 2011. 07.09.     | Diplomáciai kapcsolat                       | Akkreditált nagykövetség (Addisz-Abeba)                           | | Az Afrikai Unió tagja. Az OIC tagja.                                                                                              |
| 57.  | Törökország                     | 2011. 07.09.     | 2011. 10.13.                                | Nagykövetség                                                      | Nagykövetség (Ankara)                                                                                  | Az OIC tagja. Az Európai Unió tagjelöltje. A NATO tagja.                                                                          |
| 58.  | Uganda                          | 2011. 07.09.     | 2012. 09.03.                                | Nagykövetség                                                      | Nagykövetség (Kampala)                                                                                 | Az Afrikai Unió tagja. A Nemzetközösség tagja. A Kelet-afrikai Közösség tagja. Az OIC tagja.                                      |
| 59.  | Zimbabwe                        | 2011. 07.09.     | 2012. 05.04.                                | Nagykövetség                                                      | Nagykövetség (Harare)                                                                                  | Az Afrikai Unió tagja. |
| 60.  | Angola                          | 2011. 07.10.     | 2016. 06.10.                                |                                                                   | | Az Afrikai Unió tagja. |
| 61.  | Bahrein                         | 2011. 07.10.     | 2012. 09.30.                                |                                                                   | | Az OIC tagja. Az Arab Liga tagja.                                                                                                 |
| 62.  | Burkina Faso                    | 2011. 07.10.     | ---                                         |                                                                   | | Az Afrikai Unió tagja. Az OIC tagja.                                                                                              |
| 63.  | Izrael                          | 2011. 07.10.     | 2011. 07.28.                                | Akkreditált nagykövetség (Addisz-Abeba)                           | Nagykövetség (Tel-Aviv)                                                                                | |
| 64.  | Kuvait                          | 2011. 07.10.     | 2013. 02.12.                                | Akkreditált nagykövetség (Addisz-Abeba)                           | | Az OIC tagja. Az Arab Liga tagja.                                                                                                 |
| 65.  | Szomália                        | 2011. 07.10.     | 2012. 05.18.                                | Akkreditált nagykövetség (Addisz-Abeba)                           | | Az Afrikai Unió tagja. Az OIC tagja. Az Arab Liga tagja.                                                                          |
| 66.  | Vietnám                         | 2011. 07.10.     | 2019. 02.21.                                | Akkreditált nagykövetség (Kairó)                                  | | Az ASEAN tagja. |
| 67.  | Zöld-foki Köztársaság           | 2011. 07.10.     | ---                                         |                                                                   | | Az Afrikai Unió tagja. |
| 68.  | Costa Rica                      | 2011. 07.11.     | Diplomáciai kapcsolat                       | Akkreditált nagykövetség (London)                                 | | Az OAS tagja. |
| 69.  | Csehország                      | 2011. 07.11.     | 2012. 12.06.                                | Akkreditált nagykövetség (Addisz-Abeba)                           | | Az Európai Unió tagja. A NATO tagja.                                                                                              |
| 70.  | Egyesült Arab Emírségek         | 2011. 07.11.     | 2013. 04.10.                                | Akkreditált nagykövetség (Addisz-Abeba)                           | | Az OIC tagja. Az Arab Liga tagja.                                                                                                 |
| 71.  | Eritrea                         | 2011. 07.11.     | 2011. 07.24.                                | Nagykövetség                                                      | Nagykövetség (Aszmara)                                                                                 | Az Afrikai Unió tagja. Az Arab Liga megfigyelő státuszú tagja.                                                                    |
| 72.  | Észtország                      | 2011. 07.11.     | 2017. 09.18.                                |                                                                   | | Az Európai Unió tagja. A NATO tagja.                                                                                              |
| 73.  | Szaúd-Arábia                    | 2011. 07.11.     | 2013. 12.03.                                | Akkreditált nagykövetség (Kampala)                                | | Az OIC tagja. Az Arab Liga tagja.                                                                                                 |
| 74.  | Indonézia                       | 2011. 07.12.     | 2022. 09.20.                                | Akkreditált nagykövetség (Nairobi)                                | | Az OIC tagja. Az ASEAN tagja. |
| 75.  | Kelet-Timor                     | 2011. 07.12.     | 2011. 10.13.                                |                                                                   | | Az ASEAN megfigyelő státuszú tagja. A Csendes-óceáni Fórum megfigyelő státuszú tagja.                                             |
| 76.  | Namíbia                         | 2011. 07.12.     | 2011. 07.12.                                | Akkreditált nagykövetség (Addisz-Abeba)                           | | Az Afrikai Unió tagja. A Nemzetközösség tagja.                                                                                    |
| 77.  | Szenegál                        | 2011. 07.12.     | 2022. 07.19.                                |                                                                   | | Az Afrikai Unió tagja. Az OIC tagja.                                                                                              |
| 78.  | Szlovénia                       | 2011. 07.12.     | 2011. 09.23.                                |                                                                   | | Az Európai Unió tagja. A NATO tagja.                                                                                              |
| 79.  | Dzsibuti                        | 2011. 07.13.     | 2012. 02.11.                                | Nagykövetség                                                      | | Az Afrikai Unió tagja. Az OIC tagja. Az Arab Liga tagja.                                                                          |
| 80.  | Kongói Demokratikus Köztársaság | 2011. 07.13.     | 2012. 01.10.                                |                                                                   | Nagykövetség (Kinshasa)                                                                                | Az Afrikai Unió tagja. |
| 81.  | Libéria                         | 2011. 07.13.     | ---                                         |                                                                   | | Az Afrikai Unió tagja. |
| 82.  | Mauritánia                      | 2011. 07.13.     | 2017. 07.03.                                | Akkreditált nagykövetség (Addisz-Abeba)                           | | Az Afrikai Unió tagja. Az OIC tagja. Az Arab Liga tagja.                                                                          |
| 83.  | Uruguay                         | 2011. 07.13.     | ---                                         |                                                                   | | Az OAS tagja. |
| 84.  | Belgium                         | 2011. 07.14.     | 2011. 10.14.                                | Akkreditált nagykövetség (Kampala)                                | Nagykövetség (Brüsszel) és Brüsszel nagykövetség Európai Unió (akkreditálva több uniós tagországba is) | Az Európai Unió tagja. A NATO tagja.                                                                                              |
| 85.  | Guinea                          | 2011. 07.14.     | Diplomáciai kapcsolat                       | Akkreditált nagykövetség (Kairó)                                  | | Az Afrikai Unió tagja. Az OIC tagja.                                                                                              |
| 86.  | Guyana                          | 2011. 07.14.     | ---                                         |                                                                   | | A Nemzetközösség tagja. Az OIC tagja. A Karib-tengeri Közösség tagja. Az OAS tagja.                                               |
| 87.  | Kirgizisztán                    | 2011. 07.14.     | Diplomáciai kapcsolat                       | Akkreditált nagykövetség (Rijád)                                  | | Az OIC tagja. |
| 88.  | Mexikó                          | 2011. 07.14.     | 2011. 09.26.                                | Akkreditált nagykövetség (Addisz-Abeba)                           | | Az OAS tagja. |
| 89.  | Montenegró                      | 2011. 07.14.     | 2011. 11.21.                                |                                                                   | | Az Európai Unió tagjelöltje. A NATO tagja.                                                                                        |
| 90.  | Peru                            | 2011. 07.14.     | ---                                         |                                                                   | | Az OAS tagja. |
| 91.  | Szingapúr                       | 2011. 07.14.     | ---                                         |                                                                   | | A Nemzetközösség tagja. Az ASEAN tagja.                                                                                           |
| 92.  | Gabon                           | 2011. 07.15.     | Diplomáciai kapcsolat                       |                                                                   | | A függetlenség kikiáltásakor az ENSZ Biztonsági Tanácsának tagja. Az Afrikai Unió tagja. Az OIC tagja.                            |
| 93.  | Észak-Korea                     | 2011. 07.15.     | 2011. 11.18.                                | Akkreditált nagykövetség (Addisz-Abeba)                           | | |
| 94.  | Kazahsztán                      | 2011. 07.15.     | ---                                         |                                                                   | | Az OIC tagja. |
| 95.  | Magyarország                    | 2011. 07.15.     | 2011. 09.24.                                | Akkreditált nagykövetség (Kairó)                                  | | Az Európai Unió tagja. A NATO tagja.                                                                                              |
| 96.  | Kolumbia                        | 2011. 07.16.     | Diplomáciai kapcsolat                       | Akkreditált nagykövetség (Nairobi)                                | | A függetlenség kikiáltásakor az ENSZ Biztonsági Tanácsának tagja. Az OAS tagja.                                                   |
| 97.  | Irán                            | 2011. 07.16.     | Diplomáciai kapcsolat                       | Akkreditált nagykövetség (Addisz-Abeba)                           | | Az OIC tagja. |
| 98.  | Ciprus                          | 2011. 07.18.     | 2021. 09.24.                                |                                                                   | | Az Európai Unió tagja. A Nemzetközösség tagja.                                                                                    |
| 99.  | Libanon                         | 2011. 07.18.     | 2014. 05.23.                                |                                                                   | | A függetlenség kikiáltásakor az ENSZ Biztonsági Tanácsának tagja. Az OIC tagja. Az Arab Liga tagja.                               |
| 100. | Bulgária                        | 2011. 07.19.     | 2011. 07.19.                                | Akkreditált nagykövetség (Addisz-Abeba)                           | | Az Európai Unió tagja. A NATO tagja.                                                                                              |
| 101. | Banglades                       | 2011. 07.20.     | 2012. 02.16.                                |                                                                   | | A Nemzetközösség tagja. Az OIC tagja.                                                                                             |
| 102. | Suriname                        | 2011. 07.20.     | ---                                         |                                                                   | | Az OIC tagja. A Karib-tengeri Közösség tagja. Az OAS tagja.                                                                       |
| 103. | Finnország                      | 2011. 07.22.     | 2012. 07.22.                                | Akkreditált nagykövetség Addisz-Abebában (Etiópia)                | | Az Európai Unió tagja. A NATO tagja.                                                                                              |
| 104. | Pakisztán                       | 2011. 07.22.     | 2012. 06.04.                                | Akkreditált nagykövetség (Addisz-Abeba)                           | | A Nemzetközösség tagja. Az OIC tagja.                                                                                             |
| 105. | Horvátország                    | 2011. 07.27.     | 2021. 11.16.                                | Akkreditált nagykövetség (Kairó)                                  | | Az Európai Unió tagja. A NATO tagja.                                                                                              |
| 106. | Fülöp-szigetek                  | 2011. 08.01.     | 2013. 03.13.                                | Akkreditált nagykövetség (Nairobi)                                | | Az ASEAN tagja. |
| 107. | Argentína                       | 2011. 08.02.     | Diplomáciai kapcsolat                       | Akkreditált nagykövetség (Kairó)                                  | | Az OAS tagja. |
| 108. | Fehéroroszország                | 2011. 08.18.     | 2013. 09.04.                                |                                                                   | | |
| 109. | Panama                          | 2011. 08.18.     | Diplomáciai kapcsolat                       | Akkreditált nagykövetség (Kairó)                                  | | Az OAS tagja. |
| 110. | Szerbia                         | 2011. 08.18.     | 2012. 01.03.                                | Akkreditált nagykövetség Addisz-Abebában (Etiópia)                | | Az Európai Unió tagjelöltje. |
| 111. | Jemen                           | 2011. 09.06.     | 2011. 10.09.                                |                                                                   | | Az OIC tagja. Az Arab Liga tagja.                                                                                                 |
| 112. | Thaiföld                        | 2011. 09.06.     | 2013. 12.12.                                | Akkreditált nagykövetség (Nairobi)                                | | Az OIC megfigyelő státuszú tagja.                                                                                                 |
| 113. | Litvánia                        | 2011. 09.14.     | 2011. 09.14.                                |                                                                   | | Az Európai Unió tagja. A NATO tagja.                                                                                              |
| 114. | Észak-Macedónia                 | 2011. 09.13.     | ---                                         |                                                                   | | Az Európai Unió tagjelöltje. A NATO tagja.                                                                                        |
| 115. | Bosznia-Hercegovina             | 2011. 09.20.     | 2021. 10.27.                                |                                                                   | | Az OIC megfigyelő státuszú tagja. Az Európai Unió tagjelöltje. A NATO tagjelöltje.                                                |
| 116. | Malawi                          | 2011. 09.26.     | 2011. 09.26.                                | Akkreditált nagykövetség (Addisz-Abeba)                           | | Az Afrikai Unió tagja. A Nemzetközösség tagja.                                                                                    |
| 117. | Vanuatu                         | 2011. 09.28.     | ---                                         |                                                                   | | A Nemzetközösség tagja. A Csendes-óceáni Fórum tagja. A Csendes-óceáni Közösség tagja.                                            |
| 118. | Izland                          | 2011. 09.29.     | 2011. 09.29.                                |                                                                   | | Az Európai Unió tagjelöltje. A NATO tagja.                                                                                        |
| 119. | Jamaica                         | 2011. 10.06.     | ---                                         |                                                                   | | A Nemzetközösség tagja. A Karib-tengeri Közösség tagja. Az OAS tagja.                                                             |
| 120. | Mongólia                        | 2011. 12.20.     | 2011. 12.20.                                |                                                                   | | |
| 121. | Laosz                           | 2011. 12.26.     | Diplomáciai kapcsolat                       | Akkreditált nagykövetség (Új-Delhi)                               | | |
| 122. | Szíria                          | 2011. 12.26.     | ---                                         |                                                                   | | Az OIC tagja. Az Arab Liga tagja.                                                                                                 |
| 123. | Venezuela                       | 2011. 12.26.     | 2017. 09.22.                                | Akkreditált nagykövetség (Kartúm)                                 | | Az OAS tagja. |
| 124. | Mauritius                       | 2011. 12.27.     | 2014. 05.22.                                |                                                                   | | Az Afrikai Unió tagja. A Nemzetközösség tagja.                                                                                    |
| 125. | Elefántcsontpart                | 2011. 12.31.     | Diplomáciai kapcsolat                       |                                                                   | | Az Afrikai Unió tagja. Az OIC tagja.                                                                                              |
| 126. | Srí Lanka                       | 2012. 01.11.     | 2013. 09.25.                                | Akkreditált nagykövetség (Nairobi) )                              | | A Nemzetközösség tagja. |
| 127. | Ukrajna                         | 2012. 01.11.     | 2012. 09.25.                                | Akkreditált nagykövetség (Addisz-Abeba)                           | | |
| 128. | Grúzia                          | 2012. 06.15.     | 2012. 06.15.                                |                                                                   | | |
| 129. | Türkmenisztán                   | 2012. 08.17.     | 2012. 08.17.                                | Akkreditált nagykövetség (Rijád)                                  | | Az OIC tagja. |
| 130. | Fidzsi-szigetek                 | 2012. 10.05.     | 2012. 10.05.                                |                                                                   | | A Nemzetközösség tagja. A Csendes-óceáni Fórum tagja. A Csendes-óceáni Közösség tagja.                                            |
| 131. | Azerbajdzsán                    | 2012. 10.27.     | 2012. 10.27.                                |                                                                   | | Az OIC tagja. |
| 132. | Burundi                         | 2012. 11.28.     | 2012. 11.28.                                |                                                                   | | Az Afrikai Unió tagja. A Kelet-afrikai Közösség tagja.                                                                            |
| 133. | Benin                           | 2013. 01.29.     | 2013. 01.30.                                | Akkreditált nagykövetség (Addisz-Abeba)                           | | Az Afrikai Unió tagja. Az OIC tagja.                                                                                              |
| 134. | Zambia                          | 2014. 06.18.     | 2014. 06.18.                                | Akkreditált nagykövetség (Nairobi)                                | | Az Afrikai Unió tagja. A Nemzetközösség tagja.                                                                                    |
| 135. | Ecuador                         | 2015. 05.08.     | 2015. 05.08.                                |                                                                   | | Az OAS tagja. |
| 136. | Tunézia                         | 2015. 06.26.     | 2015. 06.26.                                |                                                                   | | Az Afrikai Unió tagja. Az OIC tagja. Az Arab Liga tagja.                                                                          |
| 137. | Comore-szigetek                 | 2018. 05.17.     | 2018. 05.17.                                |                                                                   | | Az Afrikai Unió tagja. Az OIC tagja.                                                                                              |
| 138. | Nicaragua                       | 2019. 07.22.     | 2019. 07.22.                                |                                                                   | | |
| 139. | Nepál                           | 2022. 03.28.     | 2022. 03.28.                                |                                                                   | | |
| 140. | Dominikai Köztársaság           | 2023. 04.11.     | 2023. 04.11.                                |                                                                   | | |
| 141. | Marokkó                         | 2023. 06.15.     | 2023. 06.15.                                |                                                                   | | Az Afrikai Unió tagja. Az OIC tagja. Az Arab Liga tagja.                                                                          |
| 142. | Niger                           | 2023. 07.19.     | 2023. 07.19.                                |                                                                   | | Az Afrikai Unió tagja. Az OIC tagja.                                                                                              |
| 143. | Kamerun                         | ---              | Diplomáciai kapcsolat                       |                                                                   | | A Nemzetközösség tagja. Az OIC tagja.                                                                                             |
| 144. | Malajzia                        | ---              | Diplomáciai kapcsolat                       | Akkreditált nagykövetség (Nairobi)                                | | A Nemzetközösség tagja. Az OIC tagja.                                                                                             |
| 145. | Szváziföld                      | ---              | Diplomáciai kapcsolat                       | Akkreditált nagykövetség (Addisz-Abeba)                           | | A Nemzetközösség tagja. Az Afrikai Unió tagja.                                                                                    |
| 146. | Sierra Leone                    | ---              | Diplomáciai kapcsolat                       | Akkreditált nagykövetség (Addisz-Abeba)                           | | Az OIC tagja. A Nemzetközösség tagja. Az Afrikai Unió tagja.                                                                      |
| 147. | Tádzsikisztán                   | ---              | Diplomáciai kapcsolat                       | Akkreditált nagykövetség (Kairó)                                  | | Az OIC tagja. |
| 148. | Üzbegisztán                     | ---              | Diplomáciai kapcsolat                       | Akkreditált nagykövetség (Rijád)                                  | | Az OIC tagja. |
| 149. | Madagaszkár                     | ---              | Diplomáciai kapcsolat                       | Akkreditált nagykövetség (Addisz-Abeba)                           | | Az Afrikai Unió tagja. |

### Nem ENSZ-tagállam országok (7)
|    | Állam                       | Elismerés dátuma                   | Diplomáciai kapcsolatok felvételének dátuma | Diplomáciai kapcsolat állapota Dél-Szudánban | Diplomáciai kapcsolat állapota az adott államban | Megjegyzések                      |
| -- | --------------------------- | ---------------------------------- | ------------------------------------------- | -------------------------------------------- | ------------------------------------------------ | --------------------------------- |
| 1. | Vatikán                     | 2011. 07.08., effetív 2011. 07. 09 | 2013. 02.22.                                | Akkreditált nagykövetség (Nairobi)           |                                                  |                                   |
| 2. | Tajvan                      | 2011. 07.09.                       |                                             |                                              |                                                  |                                   |
| 3. | Nyugat-Szahara              | 2011. 07.09.                       | 2011. 07.09.                                | Akkreditált nagykövetség (Addisz-Abeba)      |                                                  | Az Afrikai Unió tagja.            |
| 4. | Szomáliföld                 | 2011. 07.10.                       | Diplomáciai kapcsolat                       | Érdek-képviseleti iroda                      |                                                  |                                   |
| 5. | Dnyeszter Menti Köztársaság | 2011. 07.12.                       |                                             |                                              |                                                  |                                   |
| 6. | Palesztina                  | 2011. 07.14.                       | Diplomáciai kapcsolat                       | Akkreditált nagykövetség (Dzsibuti)          |                                                  | Az OIC tagja. Az Arab Liga tagja. |
| 7. | Máltai lovagrend            | 2011. 08.29.                       | 2014. 11.12.                                |                                              |                                                  |                                   |

## Dél-Szudánnal diplomáciai kapcsolatban nem álló országok (49)
Dél-Szudán nem áll diplomáciai kapcsolatban a következő országokkal (még nem ismerték el a függetlenséget):
- Monaco,  San Marino,  Andorra,  Liechtenstein,  Moldova
- Irak,  Afganisztán,  Bhután,  Mianmar,  Brunei
- Csád,  Gambia,  Bissau-Guinea,  São Tomé és Príncipe,  Kongói Köztársaság,  Lesotho
- Belize,  Salvador,  Guatemala, [[Fájl:|22x20px|keret |alt=|link=]] Honduras,  Bahama-szigetek,  Saint Kitts és Nevis,  Antigua és Barbuda,  Dominikai Közösség,  Saint Lucia,  Saint Vincent és a Grenadine-szigetek,  Barbados,  Grenada,  Haiti,  Trinidad és Tobago,
- Paraguay,  Bolívia
- Kiribati,  Marshall-szigetek,  Mikronézia,  Palau,  Pápua Új-Guinea,  Salamon-szigetek,  Tonga,  Nauru,  Tuvalu,  Szamoa,  Új-Zéland,  Niue,  Cook-szigetek
- Abházia,  Észak-Ciprus,  Dél-Oszétia,  Koszovó

## Nemzetközi szervezetek
| Szervezet              | Megjegyzés |
| ---------------------- | --- |
| ENSZ                   | Dél-Szudán 2011. július 14-én lett az ENSZ 193. tagja, Mindazonáltal nem valamennyi ENSZ tagállam ország ismerte el a függetlenséget azonnal, jelenleg még 54 ENSZ tagállam nem ismerte el hivatalosan a függetlenséget és nem lépett diplomáciai kapcsolatba az országgal. Tagállamok (149 / 192) Megfigyelők (3 / 3) |
| Afrikai Unió           | Dél-Szudán csatlakozási kérelmét 2011. július 28-án az Afrikai Unió is elfogadta, így annak 54. tagállamává vált. Mindazonáltal nem valamennyi tagország ismerte el a függetlenséget azonnal, jelenleg még 6 tagállam nem ismerte el hivatalosan a függetlenséget és nem lépett diplomáciai kapcsolatba az országgal. Tagállamok (47 / 53) |
| EU                     | A függetlenség kikiáltását követően az EU tagállamainak zöme néhány napon belül hivatalosan is elismerte a függetlenséget. Mind a 27 tagállam elismerte már az új államot, utolsóként Litvánia is 2011. szeptember. 14-én. Az öt tagjelölt ország közül Izland kivételével valamennyi elismerte már az új államot. Az EU hivatalos közleménye szerint : „Ezen történelmi pillanatban az Európai Unió és tagállamai boldogan üdvözlik Dél-Szudánt a független államok sorában.” Az EU méltatta Szudánt is, amiért nem gördített akadályokat a függetlenség kikiáltása miatt és az zökkenőmentesen zajlott le. Tagállamok (27 / 27) Tagjelöltek (7 / 7) |
| Arab Liga              | Az Arab-Liga közleményében kifejezte, hogy szeretnék, ha Szudán csatlakozna a szervezethez. Mivel Dél-Szudánban nem él jelentősebb létszámú iszlám vallású kisebbség az ország valószínűleg inkább a megfigyelői státuszt választja. Tagállamok (21 / 22) Megfigyelők (4 / 4) |
| OIC                    | Az Iszlám Konferencia Szervezete szintén kijelentette Dél-Szudán csatlakozási lehetőségét, annak ellenére, hogy az nem muzulmán többségű. Tagállamok (51 / 57) Megfigyelők (3 / 5) |
| Kelet-afrikai Közösség | Dél-Szudán tagságát a szervezetben minden tagállam szívesen látná, Dél-Szudán 2016. szeptember 5.-én hivatalosan is csatlakozott a szervezethez. Tagállamok (5 / 5) |
| Világbank              | A Világbank gratulált Dél-Szudánnak a függetlenséghez. |
| Nemzetközösség         | Dél-Szudán kérte tagfelvételét a Nemzetközösségbe, amelyet feltehetően meg is fog kapni. Eddig azonban még a tagállamok nagy része (25 állam) még nem lépett diplomáciai kapcsolatba az országgal. Tagállamok (28 / 54) |
| Karib-tengeri Közösség | A Karib-tengeri Közösség nem alakított ki egységes álláspontot Dél-Szudánnal kapcsolatban és jelenleg a tagállamok közül csak Guyana, Suriname, Jamaica lépett diplomáciai kapcsolatba az országgal. Tagállamok (3 / 15) |

## Fordítás
- Ez a szócikk részben vagy egészben  az   International recognition of South Sudan című angol Wikipédia-szócikk fordításán alapul.  Az eredeti cikk szerkesztőit annak laptörténete sorolja fel. Ez a jelzés csupán a megfogalmazás eredetét és a szerzői jogokat jelzi, nem szolgál a cikkben szereplő információk forrásmegjelöléseként.